# Hela kändis-Sverige bakar – säsong 2
Hela kändis-Sverige bakar – säsong 2 är den andra säsongen av spinoff-serien av TV-programmet Hela Sverige bakar som sänds i TV4 med start den 21 maj 2015. Programledare är Tilde de Paula Eby och juryn består av Johan Sörberg och Birgitta Rasmusson.
Säsongen sänds i fyra stycken avsnitt där vinnaren får ge 50 000 kronor till valfritt välgörande ändamål och får en bakelse uppkallad efter sig på Taxinge slott.
Vinnare blev operasångaren Rickard Söderberg.

## Deltagare
Nedan presenteras deltagarna från säsongen. Informationen om deltagarna gäller när säsongen spelades in.
| Deltagare            | Ålder | Sysselsättning |
| -------------------- | ----- | -------------- |
| Viveca Sten          | 55    | Författarinna  |
| Tony Irving          | 48    | Dansare        |
| Elisabeth Högberg    | 28    | Skidskytt      |
| Rickard Söderberg    | 40    | Operasångare   |
| Kishti Tomita Troure | 51    | Röstcoach      |
| Lars Ohly            | 58    | Politiker      |
| Cecilia Andrén       | 26    | Buktalare      |
| Sven Melander        | 67    | Skådespelare   |

### Finalister och vinnare
Till finalen kom Sven Melander, Rickard Söderberg och Elisabeth Högberg. Vann gjorde Rickard Söderberg.